# Cairneyhill
Cairneyhill  è un piccolo villaggio del Fife occidentale, in Scozia, a circa 5 km da Dunfermline e 2,5 km da Firth of Forth, con una popolazione attorno ai 2.600 abitanti.
La struttura residenziale del villaggio è costituita da un misto di villette moderne e vecchie, frammiste in un insieme composito occasionale.
La maggior parte dei residenti svolge la propria attività lavorativa presso le vicine Edimburgo, Glasgow, Stirling e Kirkcaldy.